# Brouwerij Wychwood
De Brouwerij Wychwood is een Engelse brouwerij opgericht door Paddy Glenny in 1983 en gevestigd in de stad Witney, Oxfordshire. Hij is eigendom van Refresh UK, een dochteronderneming van Marstons. Het topmerk is Hobgoblin, een 5,2% premium bitter.  
De Brouwerij Wychwood produceert ongeveer 50.000 vaten (8,2 miljoen liter) bier per jaar en is de grootste brouwer in het Verenigd Koninkrijk van biologische bieren. Wychwoods gefilterde en gebottelde bieren worden geëxporteerd over de hele wereld, waaronder de Verenigde Staten, Canada, Zweden, Frankrijk, Australië, Nederland en Japan. 
Hobgoblin is het bekendste en meest populaire bier gebrouwen in de brouwerij en werd bedacht door Chris Moss. Het bevat 5,2 procent alcohol in flessen en blikjes, 4,5% (voorheen 5,0%, en daarvoor  5,6%) op vat en wordt beschreven door Wychwood als een sterk donker bier. Jeremy Moss, Wychwoods hoofdbrouwer, beschrijft de drank als vol van smaak en goed uitgebalanceerd met een chocolade toffee-moutsmaak, matige bitterheid en een onderscheidend fruitig karakter met een robijnrode gloed.